# 大夫第 (婺源理坑村)
大夫第，位于江西省上饶市婺源县江湾镇理坑村，为清道光年间余启官在理坑村所建的三座府第之一，紧邻明朝万历年间工部尚书余懋学所建的府第尚书第。大夫第现为理坑村史馆。。
余启官（字佐卿，号云溪先生）早期经营茶业；后改业成为庠生，潜心读书；后担任官员光禄大夫。在他人生的三个时期，各建了一座府第：
- 崇德堂 (婺源理坑村)，余启官经商时期所建的宅第
- 云溪别墅，余启官成为庠生，潜心读书时期所建的花园式别墅。
- 大夫第，余启官担任官员光禄大夫期间修建。

大夫第门楼高大，正厅二层，各处木雕极为精致。
大夫第已列为婺源县文物保护单位。